# Симмонс, Лайонел
Лайонел Джеймс «Эл-Трэйн» Симмонс (англ. Lionel James "L-Train" Simmons; род. 14 ноября 1968, Филадельфия, Пенсильвания) — американский профессиональный баскетболист.

## Карьера игрока
Играл на позиции лёгкого форварда. Учился в Университете Ла Салля, в 1990 году был выбран на драфте НБА под 7-м номером командой «Сакраменто Кингз» и всю свою спортивную карьеру провёл в этом клубе. Всего в НБА провёл 7 сезонов. В 1990 году он стал лауреатом Приза Нейсмита, Приза имени Оскара Робертсона, Приза имени Адольфа Раппа и Приза имени Джона Вудена, а также признавался баскетболистом года среди студентов по версии UPI, Associated Press и NABC. Включался в 1-ю сборную новичков НБА (1991). Один раз включался в 1-ю всеамериканскую сборную NCAA (1990), а также один раз — во 2-ю всеамериканскую сборную NCAA (1989). Три года подряд становился обладателем приза Роберта Гизи, а также признавался баскетболистом года среди студентов конференции Metro Atlantic Athletic (1988—1990). Всего за карьеру в НБА сыграл 454 игры, в которых набрал 5833 очка (в среднем 12,8 за игру), сделал 2833 подбора, 1498 передач, 514 перехватов и 361 блок-шот.
В 1987 году Симмонс выиграл в составе сборной США серебряные медали чемпионата мира по баскетболу среди юношей до 19 лет в Бормио. В 1989 году выиграл в составе сборной США серебряные медали чемпионата Америки по баскетболу в Мехико.

## Статистика

### Статистика в НБА
| Сезон                                                                                    | Команда    | Регулярный сезон | Регулярный сезон | Регулярный сезон | Регулярный сезон | Регулярный сезон | Регулярный сезон | Регулярный сезон | Регулярный сезон | Регулярный сезон | Регулярный сезон | Регулярный сезон | Серия плей-офф | Серия плей-офф | Серия плей-офф | Серия плей-офф | Серия плей-офф | Серия плей-офф | Серия плей-офф | Серия плей-офф | Серия плей-офф | Серия плей-офф | Серия плей-офф |
| Сезон                                                                                    | Команда    | GP               | GS               | MPG              | FG%              | 3P%              | FT%              | RPG              | APG              | SPG              | BPG              | PPG              | GP             | GS             | MPG            | FG%            | 3P%            | FT%            | RPG            | APG            | SPG            | BPG            | PPG            |
| ---------------------------------------------------------------------------------------- | ---------- | ---------------- | ---------------- | ---------------- | ---------------- | ---------------- | ---------------- | ---------------- | ---------------- | ---------------- | ---------------- | ---------------- | -------------- | -------------- | -------------- | -------------- | -------------- | -------------- | -------------- | -------------- | -------------- | -------------- | -------------- |
| 1990/91                                                                                  | Сакраменто | 79               | 79               | 37,7             | 42,2             | 27,3             | 73,6             | 8,8              | 4,0              | 1,4              | 1,1              | 18,0             | Не участвовал  | Не участвовал  | Не участвовал  | Не участвовал  | Не участвовал  | Не участвовал  | Не участвовал  | Не участвовал  | Не участвовал  | Не участвовал  | Не участвовал  |
| 1991/92                                                                                  | Сакраменто | 78               | 78               | 37,1             | 45,4             | 20,0             | 77,0             | 8,1              | 4,3              | 1,7              | 1,7              | 17,1             | Не участвовал  | Не участвовал  | Не участвовал  | Не участвовал  | Не участвовал  | Не участвовал  | Не участвовал  | Не участвовал  | Не участвовал  | Не участвовал  | Не участвовал  |
| 1992/93                                                                                  | Сакраменто | 69               | 68               | 36,3             | 44,4             | 9,1              | 81,9             | 7,2              | 4,5              | 1,4              | 0,6              | 17,9             | Не участвовал  | Не участвовал  | Не участвовал  | Не участвовал  | Не участвовал  | Не участвовал  | Не участвовал  | Не участвовал  | Не участвовал  | Не участвовал  | Не участвовал  |
| 1993/94                                                                                  | Сакраменто | 75               | 74               | 36,0             | 43,8             | 35,3             | 77,7             | 7,5              | 4,1              | 1,4              | 0,7              | 15,1             | Не участвовал  | Не участвовал  | Не участвовал  | Не участвовал  | Не участвовал  | Не участвовал  | Не участвовал  | Не участвовал  | Не участвовал  | Не участвовал  | Не участвовал  |
| 1994/95                                                                                  | Сакраменто | 58               | 3                | 18,3             | 42,0             | 37,5             | 70,2             | 3,4              | 1,5              | 0,5              | 0,4              | 5,6              | Не участвовал  | Не участвовал  | Не участвовал  | Не участвовал  | Не участвовал  | Не участвовал  | Не участвовал  | Не участвовал  | Не участвовал  | Не участвовал  | Не участвовал  |
| 1995/96                                                                                  | Сакраменто | 54               | 5                | 15,0             | 39,6             | 37,3             | 73,3             | 2,7              | 1,5              | 0,6              | 0,4              | 4,6              | 4              | 0              | 19,3           | 45,5           | 33,3           | 71,4           | 3,0            | 2,0            | 1,5            | 0,5            | 9,5            |
| 1996/97                                                                                  | Сакраменто | 41               | 0                | 12,7             | 33,1             | 23,3             | 87,5             | 2,5              | 1,4              | 0,2              | 0,3              | 3,4              | Не участвовал  | Не участвовал  | Не участвовал  | Не участвовал  | Не участвовал  | Не участвовал  | Не участвовал  | Не участвовал  | Не участвовал  | Не участвовал  | Не участвовал  |
|                                                                                          | Всего      | 454              | 307              | 29,7             | 43,3             | 30,5             | 77,1             | 6,2              | 3,3              | 1,1              | 0,8              | 12,8             | 4              | 0              | 19,3           | 45,5           | 33,3           | 71,4           | 3,0            | 2,0            | 1,5            | 0,5            | 9,5            |
| Наведите курсор мыши на аббревиатуры в заголовке таблицы, чтобы прочесть их расшифровку. |            |                  |                  |                  |                  |                  |                  |                  |                  |                  |                  |                  |                |                |                |                |                |                |                |                |                |                |                |